# Германн Томасгор
Германн Томасгор (нар. 4 січня 1994) — норвезький яхтсмен, бронзовий призер Олімпійських ігор 2020 року.

## Виступи на Олімпіадах
| Олімпіада  | Дисципліна | Місце |
| ---------- | ---------- | ----- |
| Токіо 2020 | Лазер      | 3     |

## Зовнішні посилання
- Германн Томасгоор [Архівовано 6 серпня 2021 у Wayback Machine.] на сайті World Sailing

1. ↑  https://www.olympedia.org/athletes/145712
2. ↑  https://www.teamnor.no/profiler/seiling/hermann-tomasgaard/